# Friedrich Daniel Bassermann
Pour les articles homonymes, voir Bassermann.
Friedrich Daniel Bassermann (né le 24 février 1811 à Mannheim et décédé le 29 juin 1855 dans la même ville) est un entrepreneur et homme politique libéral allemand.
Il est l'un des députés les plus populaires de la seconde chambre du grand-Duché de Bade et un des principaux instigateurs de la formation du premier parlement élu allemand : le parlement de Francfort.
Dans ce cadre, il est président de la commission chargée de la constitution et sous-secrétaire d'État dans le ministère de l'Intérieur du pouvoir central provisoire.
C'est aussi un des principaux rédacteurs de la constitution de Francfort.
Il est également un des fondateurs du journal Deutsche Zeitung, qui est très influent durant la révolution de mars en 1848 et 1849.

## Famille
Bassermann est issu d'une illustre famille de commerçant badoise et palatine. 
Son arrière-grand-père Johann Christoph Bassermann se marie en 1736 à la riche veuve  Katharina Parvinci
et hérite de sa belle-mère l'auberge Zu den drei Königen (littéralement « aux trois rois ») à Heidelberg. Cet héritage marque le début de l'ascension de la famille.
Son père Friedrich Ludwig Bassermann est à la fois banquier et commerçant, spécialisé dans les transactions de vin, de tabac, de produit de l'artisanat et d'étoffe. C'est un des entrepreneurs les plus importants de la ville.
Il est marié à Wilhelmine Reinhardt, fille du marchand de draps et maire de Mannheim Johann Wilhelm Reinhardt (de).
La maison familiale se trouve sur la place du marché de la ville (Marktplatz). Friedrich Daniel est dénommé comme son grand-père et est parmi ses 6 frères et sœurs arrivés à l'âge adulte le second plus vieux, mais le fils ainé.
Il se marie à la fille d'un prêtre : Emilie Karbach (1811–1872). Ensemble ils ont 5 enfants, dont Emil Bassermann-Jordan (de) propriétaire d'un domaine viticole à Deidesheim et Otto Friedrich Bassermann (de) qui reprend Bassermann Verlag (de) après la mort de son père.

## Formation et débuts professionnels
Après avoir fréquenté le Gymnasium Karl-Friedrich, il entre en 1826 en tant qu'apprenti dans l'affaire de commerce de l'acier de son oncle Johann Ludwig Bassermann (de) toujours à Mannheim. 
Il termine ensuite sa formation commerciale dans des entreprises amies de la famille à Paris et au Havre. 
En 1829, il entre à l'université de Heidelberg, où il suit des cours de physique, de chimie et de botanique. Il poursuit par une formation pratique en pharmacie à Nuremberg.
Il y attrape le typhus, une fois guéri, il termine sa formation dans l'entreprise Julius Stettner à Trieste et chez Faber & Cie. à Londres.
À la fin de 1833, il prend son indépendance et, soutenu financièrement par son père, rachète le commerce de produit chimique et biens coloniaux des frères Giulini à Mannheim.
L'entrée du pays de Bade dans le Zollverein, union douanière s'étendant dans toute l'Allemagne, lui permet de développer rapidement son commerce et en font un commerçant et homme public respecté dans sa ville.
Il s'engage notamment dans la vie culturelle locale. Il participe ainsi au comité théâtre du théâtre national (de) et est membre de l'association artistique (de) et celle musicale de la ville.
En 1835, il est un des membres fondateurs du casino, une association de lecture bourgeoise.

## Carrière politique

### Député à la seconde chambre badoise
En 1838, Bassermann est élu dans le petit comité des citoyens de la ville, comité dont il devient le président en 1839.
Il fait partie, à l'image de David Hansemann à Aix-la-Chapelle, Ludolf Camphausen à Cologne ou August von der Heydt à Elberfeld, des hommes politiques libéraux ayant une forte implantation communale.
Dans les villes plus grandes, si on excepte celle de la Hanse, les libéraux ont été évincés de la communauté des notables.
L'année suivante, il intègre le cercle libéral dit de Hallgarten autour de Johann Adam von Itzstein. En 1841, il est élu député de la circonscription de Mannheim à la seconde chambre du parlement du Grand-Duché de Bade.
Il y est rapidement remarqué pour la « franchise de ses discours,, ».
Il est amis avec d'autres politiques de premier plan comme l'avocat de Mannheim Friedrich Hecker, avec lequel il entre en conflit à cause de divergence de point de vue en matière politique.
À l'occasion d'un de ses discours devant la seconde chambre, il explique une fois que : « le peuple n'est pas là pour le gouvernement, mais le gouvernement pour le peuple, ». Cette déclaration le rend célèbre dans toute la confédération germanique.
Bassermann, à côté de ses prises de positions pour plus de liberté pour les citoyens, devient également expert dans la seconde chambre pour les affaires aux douanes, aux transports et à la finance.
Il exerce ainsi une grande influence pour la construction de ligne de chemin de fer dans le grand-duché.
Avec Carl Theodor Welcker et Karl von Rotteck, il travaille à la rédaction des deux premières éditions du Staatslexikon, littéralement le dictionnaire de l'État, véritable bible du libéralisme allemand.
En 1841, il décide de vendre son commerce à son frère Julius pour se consacrer pleinement à sa carrière politique.
En 1843, un conflit, dit Urlaubstreits : le conflit des congés, éclate : les fonctionnaires badois élus pour l'opposition libérale dans la seconde chambre se voient refuser le droit de quitter leurs postes, les empêchant d'exercer leurs mandats.
Dans ce cadre, Bassermann organise dans les rangs de cette seconde chambre un vote contre le budget proposé par le gouvernement.
Cela conduit à la première  motion de censure d'un gouvernement dans l'histoire allemande, censure fatale au cabinet conservateur Blittersdorf.
Le nouveau cabinet est composé de Boeckh (de), Nebenius (de) et Bekk adopte en conséquence une ligne moins conservatrice, ce qui permet le retour 
à une politique plus progressiste pour Winter. Cette crise a également pour conséquence de classer définitivement Bassermann dans les membres de l'opposition.

### L'unité allemande comme programme politique
Toujours en 1843, il fonde à Heidelberg avec Karl Mathy la maison d'édition qui porteront plus tard son nom.
Leur principal titre est à partir du 1er juillet 1847 la Deutsche Zeitung (journal allemand), journal libéral et favorable à l'unité allemande, écrit par  Georg Gottfried Gervinus, Ludwig Häusser, Gustav Höfken (de), Karl Mathy et Karl Mittermaier.

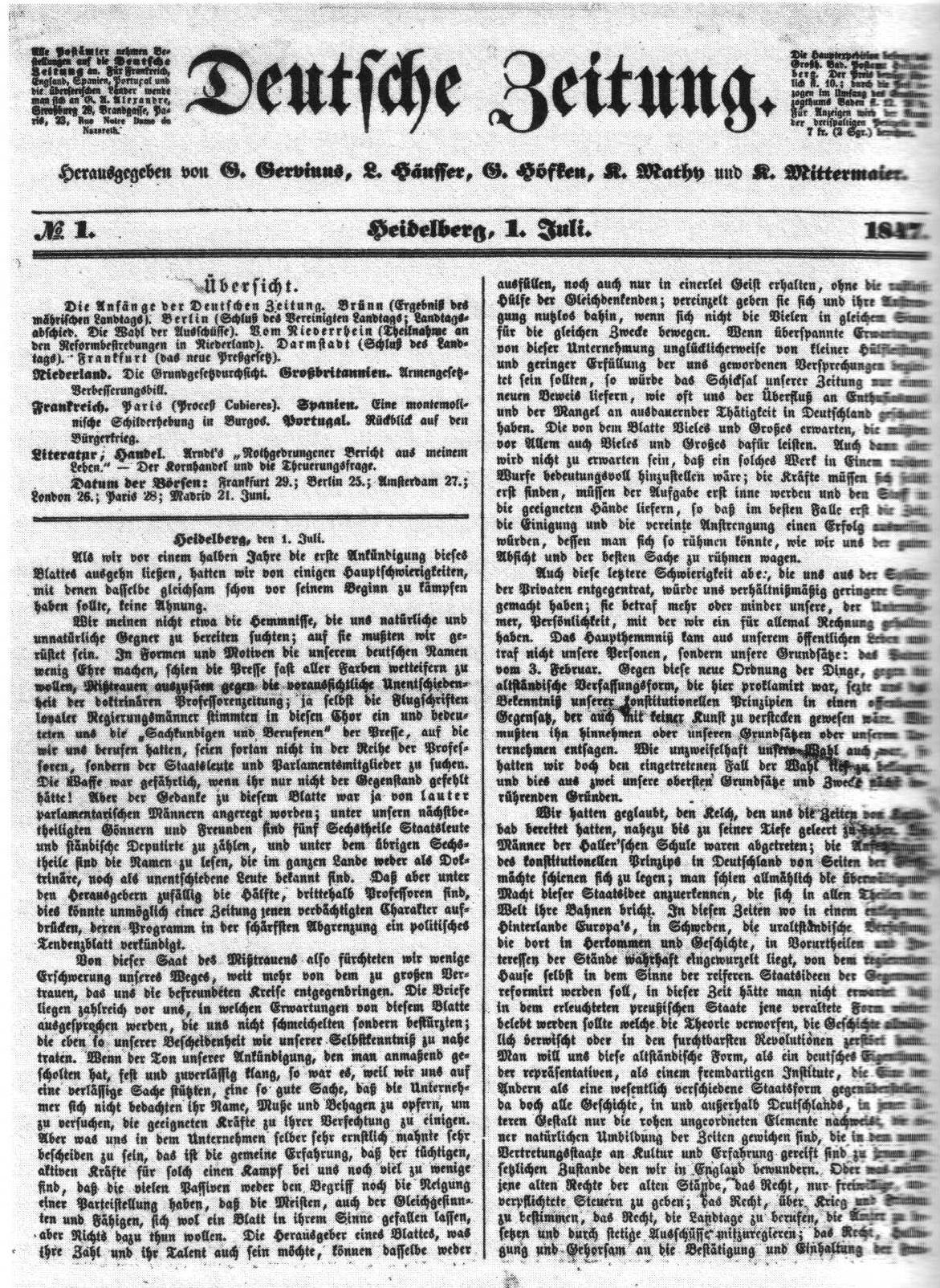
Première parution du Deutsche Zeitung, le 1er juillet 1847.

L'importance de cette parution tient, à côté de sa forte influence politique, à son rôle centralisateur pour les libéraux des différents États allemands. Les correspondants, journaliste et membre du conseil de surveillance du journal forme un véritable réseau des libéraux à travers l'Allemagne, cela leur permet de s'accorder sur des positions communes.
La qualité du journal est reconnue, cependant il réalise des pertes tout au long de son existence à cause de sa parution à l'échelle de la confédération germanique. Ce n'est que grâce à l'important soutien financier des libéraux avec en tête Bassermann que le journal peut survivre.
Cela combiné au fait qu'il en soit l'un des fondateurs, fait de Bassermann un des libéraux les plus en vue dans le pays, notamment sur la question de l'unité allemande.
Le 15 avril 1844 lors d'un discours devant la seconde chambre, Bassermann reprend la proposition de Welcker de 1831 pour la formation d'un parlement national allemand, afin d'aboutir à État-nation allemand. 
Le gouvernement badois de Alexander von Dusch rejette cette demande, la considérant comme hors de ses compétences. Toutefois, la nouvelle de ce discours dans l'air du temps est colportée dans tous les États allemands.
Bassermann y acquiert également une popularité immense dans le sud de l'Allemagne et est très souvent invité sur les rassemblements politiques populaires pour discourir.
Le programme politique de Bassermann, qui couvre en plus de la question allemande les thèmes de l'économie, de la finance et du commerce, trouve de l'écho lors de la réunion d'Heppenheim le 10 octobre 1847. 
Il organise cette réunion avec Mathy, Itzstein et Hansemann. Le compte-rendu rédigé par Mathy et publié dans le Deutsche Zeitung fait connaître la décision prise, certes après débat, de vouloir atteindre l'unité politique allemande par expansion des pouvoirs et des compétences du Zollverein.
Un accord est également trouvé sur le programme économique, mettant au premier plan la liberté économique et soutenant la révolution industrielle en cours.
Peu avant l'éclatement de la révolution de 1848 en France, il tient un discours le 12 février 1848 devant la seconde chambre de Bade au sujet de sa proposition déposée une semaine auparavant. Il y déclare : 
« une représentation des différentes chambres régionales allemandes au Bundestag serait un moyen sûr afin d'obtenir un pouvoir législatif commun et une institution nationale centralisée,
 ».
Il explique qu'avoir une représentation indirecte du peuple à la confédération germanique permettrait d'assurer la défense des libertés politiques tout en renforçant le sentiment d'unité et d'appartenance nationale, rapprochant ainsi la nation de ses hauts fonctionnaires.
Il pense également que la confiance ne peut être rétablie qu'en instaurant une constitution. 
Ce faisant il lance un signal important pour le déclenchement de la révolution de mars en Allemagne.
Le mouvement issu de cette revendication se rassemble lors de l'assemblée de Heidelberg le 5 mars 1848, puis lors du pré-parlement du 31 mars au 5 avril dans l'église Saint-Paul de Francfort.
Bassermann participe aux deux assemblées et peut avec l'aide d'autres libéraux modérés militer pour la création d'une assemblée nationale constituante afin de donner une constitution à l'Allemagne en accord avec la confédération germanique.
Les libéraux modérés sont en cela opposés à Hecker et Struve qui veulent un gouvernement révolutionnaire.
Finalement Bassermann est nommé au comité des dix-sept, qui doit préparer une nouvelle constitution, en tant que représentant du gouvernement de Bade et en devient vice-président.

### Au parlement de Francfort

Bassermann en 1848, d'après une peinture de A. Friedmann.

Lors des élections pour le parlement de Francfort, Bassermann est choisi par les grands électeurs de plusieurs circonscriptions du pays de Bade, mais aussi celle de Kniphausen (de) et celle de Stadtprozelten dont il accepte la proposition.
Il se rend à Francfort dès la première cession le 18 mai 1848. Sa famille le rejoint par la suite et ensemble ils emménagent dans la Bleichstraße.
Du 9 août 1848 jusqu'à la démission d'Heinrich von Gagern de son poste de ministre-président le 10 mai 1849, Bassermann occupe le poste de sous-secrétaire d'État attaché au ministère de l'Intérieur du pouvoir central provisoire.
Par deux fois, il est envoyé à Berlin en tant que diplomate par le pouvoir central.
Le 24 mai 1848, il devient président de la commission constitutionnelle de l'assemblée nationale qui est constituée de 30 membres.
Cela fait de lui un des hommes politiques les plus influents à l'assemblée et, avec Gagern, le père de la constitution de Francfort.
Il mène une politique très pragmatique, en essayant en tant qu'influent membre de la fraction casino d'imposer la solution petite-allemande et une monarchie constitutionnelle pour le nouvel État allemand sous domination prussienne :
La révolution de mars change fondamentalement le paysage politique, si bien que Bassermann qui faisait avant la révolution partie de la seconde chambre de Bade, un des parlements les plus libéraux dans la confédération germanique, qui était un des meneurs de l'opposition, devient en 1848 un homme politique étiqueté centre-droit.
En effet, il s'oppose à la gauche constituée des démocrates radicaux et des pré-socialistes regroupée autour de Struve et d'Hecker en grande partie à cause de son manque de radicalité.
Il veut par ailleurs éviter que la révolution ne conduise le pays à l'anarchie et privilégie la voie parlementaire pour arriver à l'unité par la négociation avec les gouvernements des différents États allemands.
Dès avril 1848, il se déclare devant la seconde chambre badoise opposé à la mobilisation politique massive du peuple et au renversement du système par la révolution, ce qu'il considère comme irresponsable :
« Rien n'est plus dangereux que de ramener dans le jeu la réaction en menant une révolution sans limite ; Il se pourrait bien que beaucoup de citoyens en viennent à la conclusion, erronée certes, que mieux vaut une absence de liberté qu'une absence d'ordre, ».
Les membres de la gauche sont favorables à l'usage de solutions radicales avec des soulèvements populaires comme la marche de Friedrich Hecker dans le pays de Bade.
Ces émeutes prennent place dans le contexte d'années successives de mauvaises récoltes en 1846 et 1847 qui avaient conduit à la famine. L'appauvrissement de la population causée par les débuts de la révolution industrielle qui menace les petits artisans et autres travailleurs journaliers.
La gauche ne combat pas que l'élite de l'ancien régime que sont l'aristocratie et le clergé, elle combat également les riches commerçants et industriels qui profitent de la nouvelle structure sociale liée à la société industrielle.
Elle reproche à ce dernier groupe de ne pas penser en termes de république et d'égalité en luttant avant tout pour une plus grande liberté économique qui ne profite qu'à quelques-uns, à savoir les plus aisés.
Les radicaux-démocrates traitent ainsi Bassermann de « grosse légume » et de « traître à la population ».
Karl Marx, dans le Neue Rheinische Zeitung, le désigne par le nom « Brutus Bassermann »,. 
Julius Bassermann résume la chose en 1848 par : « Bassermann est devenu synonyme d'une balle dans le corps et d'un coup de poignard dans le ventre, ».

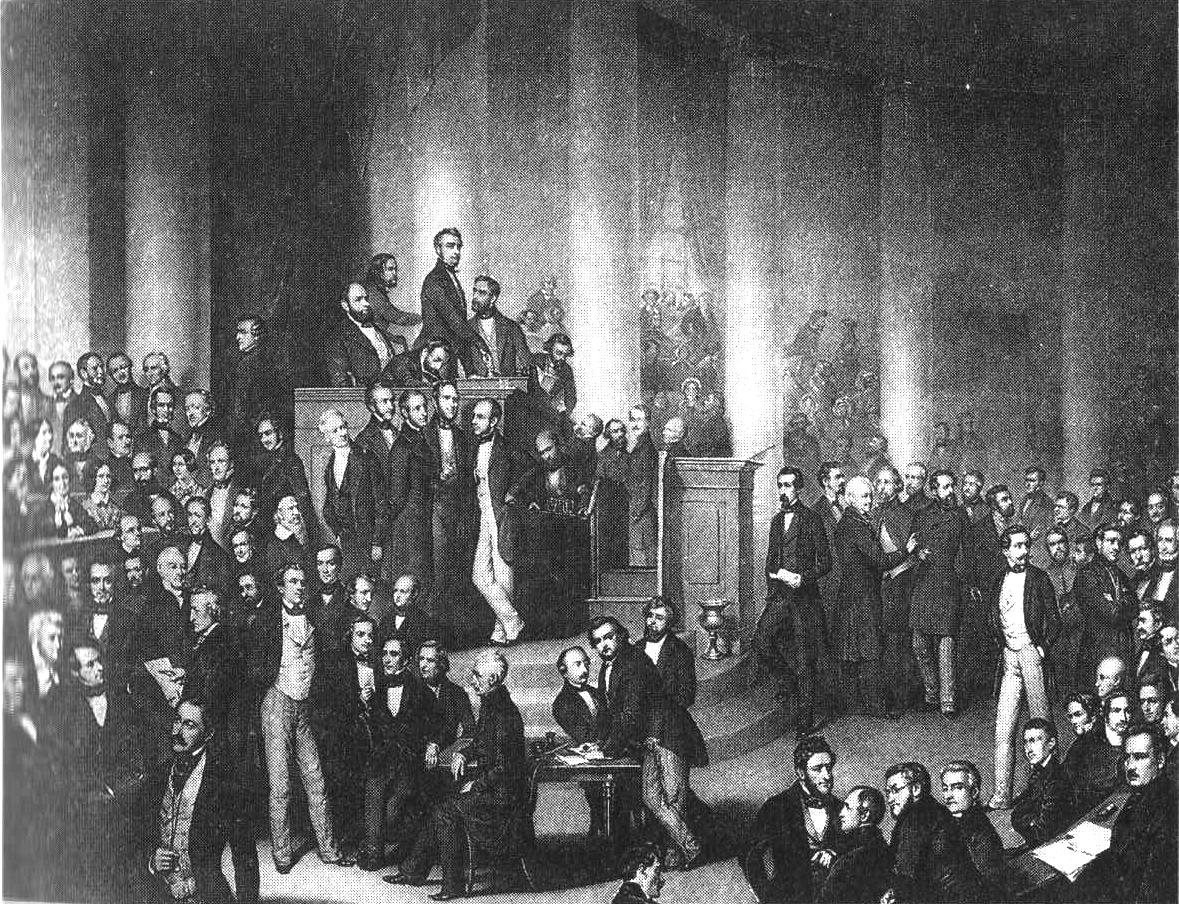
Débat dans l'église Saint-Paul. Bassermann (porte un pantalon blanc) se tient à droite du groupe devant la tribune présidentielle. D'après une peinture de Paul Bürde.

Après son discours du 18 novembre 1848 à l'assemblée nationale sur la situation à Berlin l'expression : « personne bassermannienne » passe dans la langue courante. Il y déclare en effet:
« J'arrivai tard, parcourais les rues et je dois avouer, que le peuple que j'ai aperçu aux abords de l'assemblée m'a effrayé.
Je vis des personnes peuplant les rues, que je veux pas dépeindre, ».
Ce passage est repris par ses opposants de gauche pour dénoncer la position de la bourgeoisie vis-à-vis de la pauvreté. 
Ils considèrent que c'est la preuve que Bassermann ne veut pas voir les problèmes matériels qu'a la plus grande partie de la population qui se trouve en arrière-plan de la révolution,.
Les conservateurs reprennent également l'expression contre la fraction casino mais dans un sens très différent. Ils voient dans les paroles de Bassermann l'évidence que la « populace » n'est pas dans la situation d'avoir la souveraineté à la tête d'un État-nation.
Le travail de la commission constitutionnelle de Bassermann achève un premier objectif le 28 décembre 1848 quand la loi impériale concernant les droits fondamentaux du peuple allemand (Reichsgesetz betreffend die Grundrechte des deutschen Volkes) du 27 décembre paraît au journal officiel.
Cette loi donne au peuple tout un ensemble de droits, tout en mettant fin aux privilèges et au féodalisme. Elle donne de plus la liberté de croyance, de conscience, dans l'enseignement, de réunion, abroge la peine de mort,
limite le pouvoir policier et réglemente les procédures judiciaires. Le droit au logement, la liberté de la presse, l'indépendance de la justice, la liberté d'établissement et d'entreprendre sont également inclus dans la loi.
Bassermann perçoit clairement le danger que constitue le début de la contre révolution qui a lieu en Prusse et en Autriche pour le travail constitutionnel.
En conséquence, il pousse le parlement à accélérer son travail et ses débats : « Je craint, que le particularisme en Allemagne avance bien plus vite que notre travail constitutionnel, ».
Après de longues discussions, notamment sur la forme que doit prendre le nouvel État, l'assemblée nationale vote la nouvelle constitution le 28 mars 1849.
Elle prévoit la création d'une monarchie constitutionnelle héréditaire dont le souverain serait le roi de Prusse, à l'époque Frédéric-Guillaume IV.
La solution petite-allemande est donc entérinée, excluant par la même occasion les parties allemandes de l'empire autrichien du nouvel État.

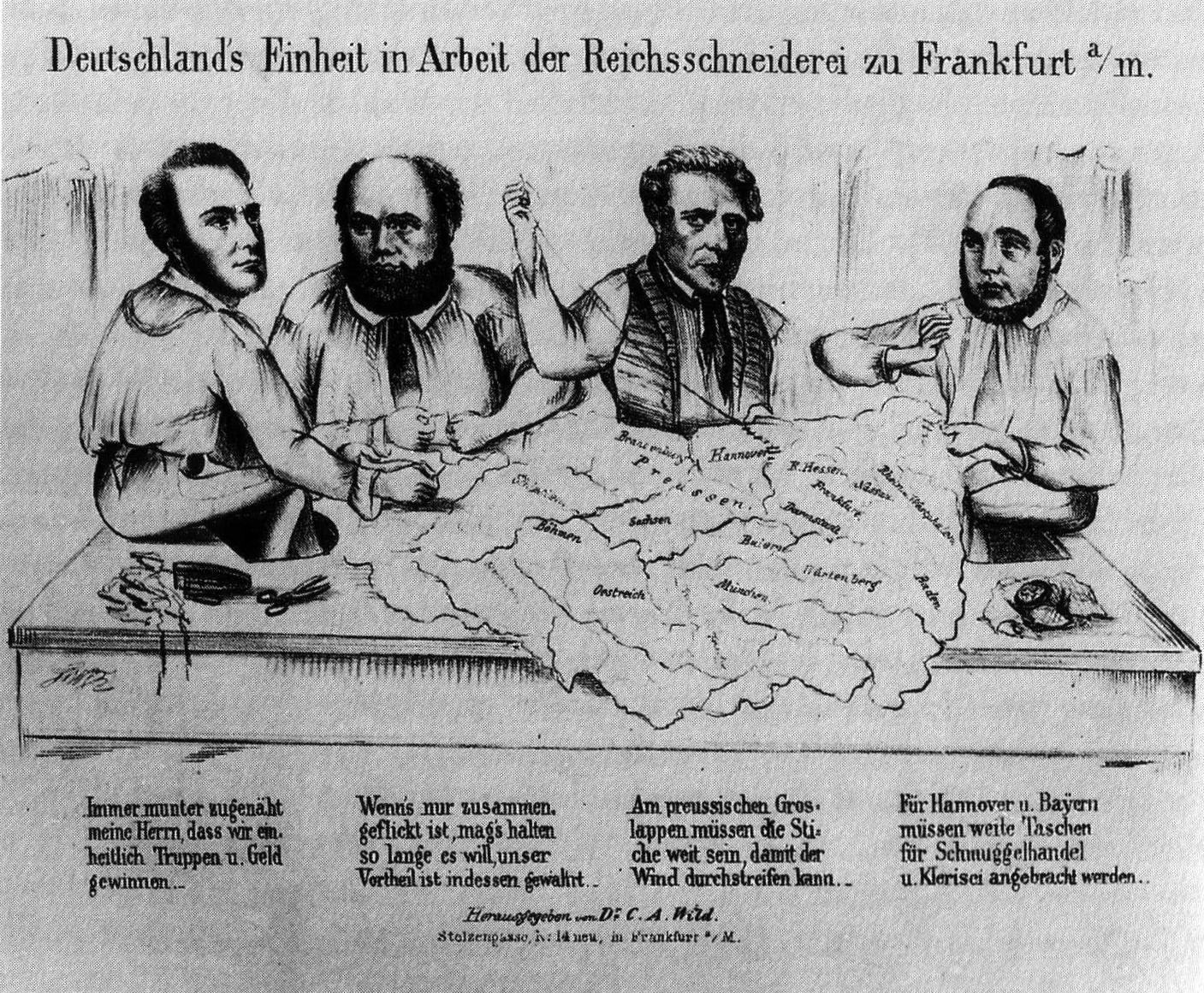
Caricature de l'assemblée nationale. De gauche à droite : Heinrich von Gagern, Alexander von Soiron, Carl Theodor Welcker et Bassermann.

Bassermann, lors de ses missions en tant que commissaire impérial du 7 au 17 novembre 1848 à Berlin, avait lui-même négocié avec le gouvernement et le monarque prussiens à propos de cette solution.
Il avait à l'époque mit l'accent sur le danger que représentent les radicaux de gauche pour l'ordre public en cas d'échec des différents princes allemands à se mettre d'accord sur la constitution d'un État fédéral constitutionnel allemand.
Le 3 avril 1849, Bassermann fait partie de la délégation, dite Kaiserdeputation, de 32 personnes chargée de proposer la couronne impériale au roi de Prusse.
Tout le travail de Bassermann est brutalement perdu, lorsque le roi refuse l'offre de la délégation. Le travail de l'assemblée nationale est également réduit à néant.
En fait, la répression de la révolution d'octobre à Vienne et la division qu'il y a au parlement entre radicaux-démocrates et libéraux modérés permettent au roi de se sentir suffisamment fort pour pouvoir refuser toutes négociations avec le parlement.
La campagne militaire pour imposer la constitution aux États ayant refusé de la ratifier est vouée à l'échec.
Cette révolte qui prend le tour d'une guerre civile a lieu dans le pays de Bade, à Dresde avec les émeutes de mai, dans le Palatinat ainsi que dans la province prussienne de Rhénanie.
Elle renforce paradoxalement la position de la Prusse, qui est alors présentée comme la garante de l'ordre en Allemagne,
Cette campagne a également pour effet de discréditer définitivement les libéraux modérés, déjà considérés comme des traîtres à la révolution par la gauche, ils sont considérés par la droite comme complice du « chaos républicain ».
Marx pointe du doigt également en parlant de la politique prussienne que Bassermann est devenu une « personne bassermannienne ».
Bassermann devient pour la seconde fois commissaire impérial à Berlin du 26 avril au 10 mai 1849.
Il cherche à convaincre le roi d'accepter la couronne impériale en faisant de nombreuses concessions, en amendant la constitution notamment, bien plus que ce qu'est prête à concéder l'assemblée nationale d'alors qui se dissout lentement. Mais cela est un nouvel échec.
Le 21 mai 1849 (la date fait débat voir références),,
9 jours avant la dissolution de l'assemblée nationale de Francfort, Bassermann, comme de nombreux libéraux, démissionne de son poste de député, considérant que les décisions prises par cette dernière depuis le 4 mai ne vont pas dans la direction de l'unité allemande, mais plutôt dans celle de la guerre civile.
À cause de la violence qui se déchaîne sans limite, de nombreux libéraux se retirent de la vie politique en attendant la défaite des radicaux-démocrates.
Celle-ci vient le 23 juillet 1849 quand la forteresse de Rastatt tombe aux mains des forces contre-révolutionnaires. Cela marque la fin de la révolution de mars et le retour à une politique réactionnaire.

## Après l'assemblée nationale

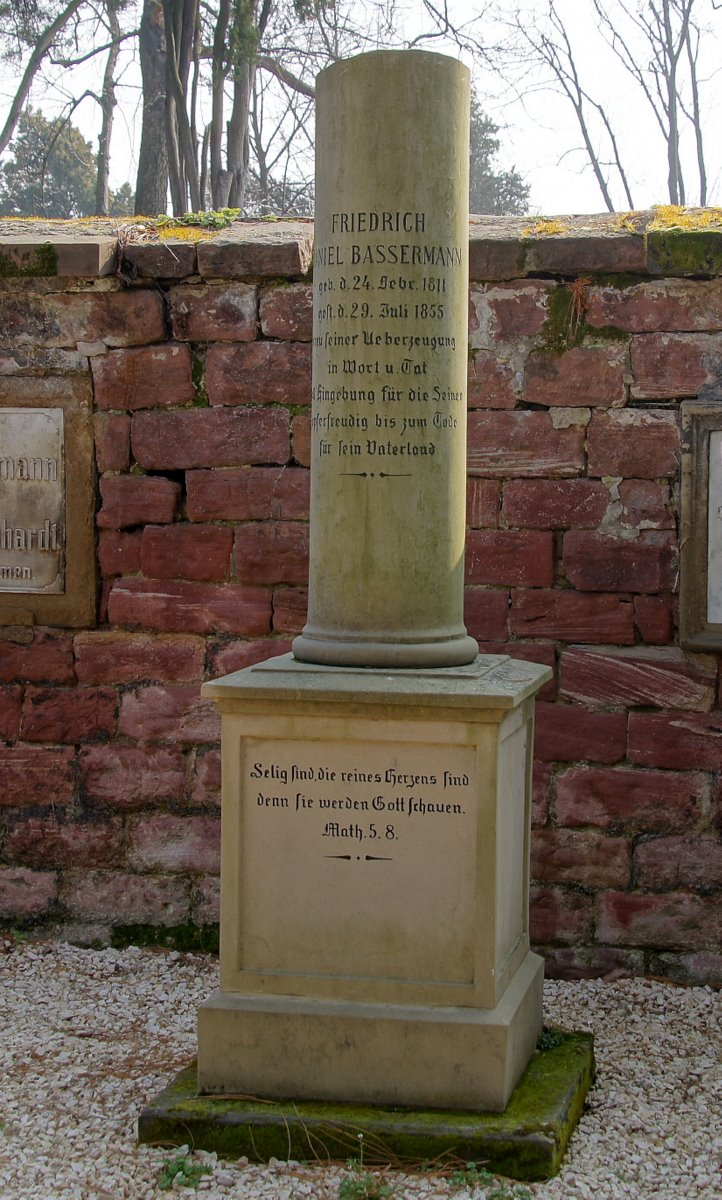
Tombe de Bassermann à Mannheim.

Bassermann soutient la politique dite d'union de Radowitz. Il est ainsi membre de l'assemblée de Gotha en juin 1849 avant d'être élu dans la 9e circonscription rhénane autour de Bad Kreuznach pour l'Union d'Erfurt.
Il sent toutefois que son importance et son influence politique ne sont plus aussi grande qu'avant. La fin de la politique d'Union et l'échec de l'unification allemande l'affectent profondément, jusqu'à nuire à sa santé. Son fils écrit :
« C'est pour moi clair, il est parti en pleine forme physique de la maison il y a deux ans, il en revient maintenant totalement usé.
Père était le principal discoureur de son parti et devait être constamment prêt au combat, à répliquer aux attaques de la gauche. [...]
La journée ne suffisant pas à se préparer à toute éventualité pouvant se présenter le lendemain, la nuit vient en aide pour trouver le temps nécessaire.
Il ne dormait ainsi quasiment jamais plus de 2 ou 3 heures.
Le véritable effondrement physique est survenu après son retour de Berlin, respectivement après le refus définitif du roi Frédéric-Guillaume IV d'accepter la couronne impériale,. »
Dans ses mémoires Denkwürdigkeiten, qu'il dicte à son fils en 1849, il met l'échec de la formation d'un État-nation constitutionnelle sur le compte de la gauche radicale, à laquelle il reproche avec des mots durs le comportement et la « myopie » (dans le sens de vision court-terme),.
En 1851, il quitte la seconde chambre badoise, et limite son activité politique au conseil municipal de Mannheim dans lequel il est entré la même année et où il siège jusqu'à son décès.
Le retour à la vie sans politique est difficile, malade et handicapé d'un œil, il décide de se suicider à l'arme à feu en 1855 au lendemain des noces d'or de ses parents.
Sa tombe se trouve dans le Hauptfriedhof de Mannheim.

## Citations
1. ↑  « durch die rückhaltlose Offenheit seiner Reden »
2. ↑  « dass das Volk nicht für die Regierung da sei, sondern die Regierung für das Volk »
3. ↑  « dass durch Vertretung der deutschen Ständekammern am Bundestage ein sicheres Mittel zur Erzielung gemeinsamer Gesetzgebung und einheitlicher Nationaleinrichtungen geschaffen werde »
4. ↑  « Mein Glaubensbekenntnis war der Entwurf der 17er, von dessen erblichem Kaiser ich indes schon damals erklärte, dass mehr die Ereignisse als die Versammlung über ihn zu bestimmen haben würden. »
5. ↑  « Nichts ist gefährlicher als durch Übertreibungen in den Gemütern die Reaktion herbeizuführen; 
es kann dahin kommen, dass viele Bürger am Ende, im Unverstand allerdings, sagen: Lieber keine Freiheit, als keine Ordnung. »
6. ↑  « Was Bassermann heißt, gehört eine Kugel in den Kopf und ein Stich in den Leib »
7. ↑  « Bassermannschen Gestalten »
8. ↑  « Spät kam ich an, durchwanderte aber noch die Straßen und muß gestehen, daß mich die Bevölkerung, welche ich auf denselben, namentlich in der Nähe des Sitzungslokals der Stände, erblickte, erschreckte.
 Ich sah hier Gestalten die Straße bevölkern, die ich nicht schildern will. »
9. ↑  « Pöbel »
10. ↑  « Ich fürchte, der Particularismus in Deutschland schreitet schneller vorwärts, als unser Verfassungswerk »
11. ↑  « republikanischen Chaos »
12. ↑  « Es ist mir heute ganz erklärlich, wenn dieser von Haus aus kerngesunde Körper sich in den zwei Jahren gänzlich aufreiben musste. 
Vater war der Hauptsprecher seiner Partei und musste stets kampfbereit den Angriffen der Linken gegenübertreten können. […]
 Da der Tag nicht ausreichte, um sich auf alles vorzubereiten, was allenfalls möglicherweise am nächsten Tag herantreten konnte, wurden eben die Nächte zu Hilfe genommen,
 sodass er meist nicht mehr als 2–3 Stunden schlief. 
Der eigentliche gesundheitliche Zusammenbruch erfolgte nach seiner Rückkehr von Berlin, 
resp. nach der bald darauf erfolgenden definitiven Ablehnung der Kaiserkrone durch Friedrich Wilhelm IV. »
13. ↑  « Kurzsichtigkeit »

## Œuvre
- (de) Deutschland und Rußland, 1839
- (de) Brief an einen Abgeordneten über die Erübrigungsfrage des bayerischen Staatsrechts, 1843
- (de) Rede des Unterstaats-Secretärs F. Bassermann, Abgeordneter für Stadtprozelten (Bayern), 1848
- (de) Rede gehalten in der 146. Sitzung über den Häusser'schen Bericht, die Motion von Baum auf Vorlage eines Wahlgesetzes zur Berufung einer verfassunggebenden Versammlung betreffend, 1848
- (de) Der unwahre Bericht, 1848
- (de) Bilder aus dem Leben eines berühmten Staatsmannes, 1850
- (de) Denkwürdigkeiten, 1923